# Tren Suburbano del Valle de México
| Ein Zug der Suburbano in der Endstation Buenavista |                               |                                                |                                                |
| Topographische Übersicht der Strecke |                               |                                                |                                                |
| Streckenlänge: | 26,0 km                       |                                                |                                                |
| Spurweite: | 1435 mm (Normalspur)          |                                                |                                                |
| Stromsystem: | Oberleitung mit 25 kV 60 Hz ~ |                                                |                                                |
| Streckengeschwindigkeit: | 130 km/h                      |                                                |                                                |
| Zugbeeinflussung: | ASFA                          |                                                |                                                |
| Zweigleisigkeit: | durchgehend                   |                                                |                                                |
| |                               |                                                |                                                |
| Streckenverlauf |                               |                                                |                                                |
| \| \| \| Übergang Metro-Linie B \| \| \| \| 0,0 \| Buenavista Übergang Metrobus-Linien 1, 3 und 4 \| Buenavista Übergang Metrobus-Linien 1, 3 und 4 \| \| \| \| \| \| \| \| \| Betriebswerk und Zugdepot \| \| \| \| \| \| \| \| \| 5,3 \| Fortuna Übergang Metro-Linie 6 \| Fortuna Übergang Metro-Linie 6 \| \| \| \| \| \| \| \| \| Grenze Mexiko-Stadt / Bundesstaat México \| \| \| \| 10,4 \| Tlalnepantla \| Tlalnepantla \| \| \| 13,8 \| San Rafael \| San Rafael \| \| \| 18,00,0 \| Lecheria Übergang Mexibús-Linie 2 \| Lecheria Übergang Mexibús-Linie 2 \| \| \| \| \| \| \| \| 22,1 \| Tultitlán \| Tultitlán \| \| \| 26,0 \| Cuautitlán \| Cuautitlán \| \| \| 4,1 \| Cueyamil \| Cueyamil \| \| \| 6,5 \| Los Agaves \| Los Agaves \| \| \| 8,5 \| Teyahualco \| Teyahualco \| \| \| 12,6 \| Prados Sur \| Prados Sur \| \| \| 15,5 \| Nextlalpan \| Nextlalpan \| \| \| 16,0 \| Canal del Desgüe \| Canal del Desgüe \| \| \| 16,1 \| Tren Ciudad de México–Pachuca im Bau bis 2027 \| Tren Ciudad de México–Pachuca im Bau bis 2027 \| \| \| 18,7 \| Abstellanlage \| Abstellanlage \| \| \| 19,6 \| Xaltocan / Xaltocan II \| Xaltocan / Xaltocan II \| \| \| \| nach Pachuca im Bau bis 2027 \| \| \| \| \| \| \| \| \| 23,4 \| AIFA \| AIFA \| |                               |                                                |                                                |
| U-Bahn-Strecke quer (im Tunnel) · U-Bahn-Strecke quer (im Tunnel) |                               | Übergang Metro-Linie B                         | Übergang Metro-Linie B                         |
| Kopfbahnhof Streckenanfang | 0,0                           | Buenavista Übergang Metrobus-Linien 1, 3 und 4 | Buenavista Übergang Metrobus-Linien 1, 3 und 4 |
| Strecke von links · Abzweig geradeaus und nach rechts |                               |                                                |                                                |
| Dienststation / Betriebs- oder Güterbahnhof · Strecke |                               | Betriebswerk und Zugdepot                      | Betriebswerk und Zugdepot                      |
| Kreuzung mit U-Bahn mit Tunnelstrecke · Kreuzung mit U-Bahn mit Tunnelstrecke |                               |                                                |                                                |
| Strecke | 5,3                           | Fortuna Übergang Metro-Linie 6                 | Fortuna Übergang Metro-Linie 6                 |
| Strecke nach links · Abzweig geradeaus und von rechts |                               |                                                |                                                |
| Grenze |                               | Grenze Mexiko-Stadt / Bundesstaat México       | Grenze Mexiko-Stadt / Bundesstaat México       |
| Haltepunkt / Haltestelle | 10,4                          | Tlalnepantla                                   | Tlalnepantla                                   |
| Haltepunkt / Haltestelle | 13,8                          | San Rafael                                     | San Rafael                                     |
| Bahnhof | 18,00,0                       | Lecheria Übergang Mexibús-Linie 2              | Lecheria Übergang Mexibús-Linie 2              |
| Strecke von links (außer Betrieb) · Abzweig geradeaus und ehemals nach rechts |                               |                                                |                                                |
| Strecke (außer Betrieb) · Haltepunkt / Haltestelle | 22,1                          | Tultitlán                                      | Tultitlán                                      |
| Strecke (außer Betrieb) · Kopfbahnhof Streckenende | 26,0                          | Cuautitlán                                     | Cuautitlán                                     |
| Haltepunkt / Haltestelle (Strecke außer Betrieb) | 4,1                           | Cueyamil                                       | Cueyamil                                       |
| Haltepunkt / Haltestelle (Strecke außer Betrieb) | 6,5                           | Los Agaves                                     | Los Agaves                                     |
| Haltepunkt / Haltestelle (Strecke außer Betrieb) | 8,5                           | Teyahualco                                     | Teyahualco                                     |
| Haltepunkt / Haltestelle (Strecke außer Betrieb) | 12,6                          | Prados Sur                                     | Prados Sur                                     |
| Haltepunkt / Haltestelle (Strecke außer Betrieb) | 15,5                          | Nextlalpan                                     | Nextlalpan                                     |
| Brücke über Wasserlauf (Strecke außer Betrieb) | 16,0                          | Canal del Desgüe                               | Canal del Desgüe                               |
| Abzweig geradeaus und nach links (Strecke außer Betrieb) · Strecke von rechts (außer Betrieb) | 16,1                          | Tren Ciudad de México–Pachuca im Bau bis 2027  | Tren Ciudad de México–Pachuca im Bau bis 2027  |
| Blockstelle (Strecke außer Betrieb) · Strecke (außer Betrieb) | 18,7                          | Abstellanlage                                  | Abstellanlage                                  |
| | 19,6                          | Xaltocan / Xaltocan II                         | Xaltocan / Xaltocan II                         |
| Abzweig geradeaus und von links (Strecke außer Betrieb) · Abzweig geradeaus und von rechts (Strecke außer Betrieb) |                               | nach Pachuca im Bau bis 2027                   | nach Pachuca im Bau bis 2027                   |
| Tunnelanfang (Strecke außer Betrieb) |                               |                                                |                                                |
| Kopfbahnhof Streckenende (Strecke außer Betrieb) (im Tunnel) | 23,4                          | AIFA                                           | AIFA                                           |

Der Tren Suburbano del Valle de México, anfangs als Ferrocarril Suburbano de la Zona Metropolitana del Valle de México bezeichnet, ist eine normalspurige Eisenbahnstrecke in Mexiko, die vom Bahnhof Buenavista im Norden der Hauptstadt Mexiko-Stadt in die angrenzenden Vororte verläuft. Die am 7. Mai 2008 eröffnete, durchgehend zweigleisige, weitgehend ebenerdig, aber höhenfrei geführte Strecke umfasst derzeit sieben Stationen auf 26 Kilometern Strecke. Eine Zweigstrecke über weitere 23 Kilometer und sieben Stationen zum Flughafen AIFA ist im Bau und soll im Dezember 2025 fertiggestellt sein.

## Geschichte
1997 schlug die Bundesregierung erstmals den Bau einer Vorortbahn für den Großraum Mexiko-Stadt vor: auf der Trasse der alten Cuernavaca-Eisenbahn (Línea C) im Süden sollte eine 24 Kilometer lange Strecke zwischen der Avenida Ejército Nacional und dem Viertel Pedregal de San Nicolás verlaufen, an vier U-Bahn-Linien anbinden und täglich 42.000 Fahrgäste befördern.
Im Jahr 1999 schlug der Direktor Óscar Santiago Corzo Cruz der Dirección General de Tarifas, Transporte Ferroviario y Multimodal, einer Behörde des Secretaría de Comunicaciones y Transportes (SCT), vor, auf der Grundlage des 242 Kilometer langen Eisenbahnnetzes des Tales von Mexiko ein Vorortbahnnetz zu bauen. Das Netz sollte drei Stammstrecken umfassen:
- vom alten Bahnhof Buenavista in Mexiko-Stadt bis zur Gemeinde Cuautitlán im Bundesstaat Mexiko;
- von der Gemeinde Ecatepec zur Gemeinde Naucalpan, beide im Bundesstaat Mexiko, und
- von der Gemeinde La Paz im Bundesstaat Mexiko zum Bosque de San Juan de Aragón in Mexiko-Stadt.

Zusätzlich sollten Zweigstrecken den Bedarf in den umliegenden Gemeinden Nextlalpan, Tecámac, San Juan Teotihuacán, Texcoco und Chalco decken.
Corzo Cruc wies darauf hin, dass das ebenfalls in Planung befindliche Hochbahnprojekt Ecotren die Enteignung von Grundstücken und die Schaffung neuer Wegerechte erfordere. Für das Vorortbahn-Projekt wären derartige Maßnahmen aber nicht erforderlich, da hierfür die im Eigentum des Bundes stehenden Wegerechte genutzt würden. Darüber hinaus würde sich die Vorortbahn gezielt an einkommensschwache Bevölkerungsschichten richten. In der ersten Phase sollen 465.000 Fahrgäste auf einer 27 Kilometer langen Strecke zwischen dem alten Bahnhof Buenavista und Cuautitlán im Bundesstaat Mexiko befördert werden.
Im Juni 2001 gab Víctor Flores Morales, Generalsekretär der mexikanischen Eisenbahnergewerkschaft, den Medien bekannt, dass das SCT Machbarkeitsstudien für den Bau einer Vorortbahn im Norden von Mexiko-Stadt durchführe. Er erklärte, dass die Eisenbahn den Personenverkehr in der Region rationalisieren und eine alternative Route zur U-Bahn von Mexiko-Stadt bieten würde. Eine Endstation würde sich im alten Bahnhof Buenavista befinden und es sollten 15 Züge im Einsatz sein. Ein Großteil der Strecke war bereits im Zusammenhang mit der neuen Ferrocarril México–Querétaro bis 1994 zweigleisig ausgebaut und elektrifiziert worden, war aber nach der Einstellung des Personenverkehres 1996 dem Güterverkehr vorbehalten. 
Am 11. Dezember 2003 veröffentlichte das SCT die Ausschreibung für den Bau der Vorortbahn Buenavista–Cuautitlán, auf die mehrere Unternehmen ihr Interesse anzeigten. Am Ende des Verfahrens blieben die Konsortien Construcciones y Auxiliar de Ferrocarriles (CAF) und Alstom als einzige Finalisten übrig. Am 28. Juni 2005 gab das SCT die Disqualifikation des CAF-Konsortiums bekannt, weil eine Reihe technischer Unklarheiten im vom spanischen Konsortium eingereichten Projekt seien und darüber hinaus das Angebot nicht auf Grundlage der Ausschreibungsanforderungen entwickelt wurde. Als CAF die Disqualifikation anfocht, erklärte SCT am 4. Juli 2005 die Ausschreibung für ungültig. Die Gründe für die Nichtigerklärung der Ausschreibung waren nicht konkret. Lediglich ein technischer Mangel wurde im Vorschlag von Alstom erwähnt, ohne nähere Einzelheiten zu nennen.
Am 12. Juli 2005 veröffentlichte das SCT die neuen Ausschreibungsregeln im Amtsblatt der Föderation, nur die Konsortien Alstom und CAF reagierten auf den Aufruf. Am 24. August 2005 erhielt das CAF-Konsortium die Konzession für die Lieferung von Vorleistungen, den Bau und den Betrieb der Vorortbahn für dreißig Jahre. Der Betrieb würde von deren Tochtergesellschaft Ferrocarriles Suburbanos, SA de CV übernommen werden und für den Bau des Systems wären 34 Monate vorgesehen.
Am 26. November 2007 enthüllte der mexikanische Journalist Jacobo Zabludovsky in seiner Kolumne „Bucareli“ in der Zeitung El Universal die angebliche Einmischung des spanischen Königs Juan Carlos I. und des Ministerpräsidenten José Luis Rodríguez Zapatero zugunsten des spanischen Baukonzerns. Es erfolgte von den Beteiligten kein Dementi.
Am 7. Mai 2008 eröffnete Staatspräsident Felipe Calderón den ersten Abschnitt des Tren Suburbano von Buenavista nach Lecheria, am 9. Januar 2009 folgte die Einweihung der Verlängerung bis Cuautitlán.
Am 19. März 2020 wurde das Projekt zur Erweiterung der S-Bahn angekündigt, um den internationalen Flughafen Felipe Ángeles (AIFA) im Municipio Zumpango über eine Zweigstrecke mit Mexiko-Stadt zu verbinden. Die seit 2022 im Bau befindliche, durchgehend zweigleisige Strecke beginnt nach der Station Lechería, wird 24 Kilometer lang sein und durch die Gemeinden Tultitlán, Tultepec, Nextlalpan und Zumpango führen. Sie wird sechs Zwischenstationen haben und in der dreigleisigen unterirdischen Endstation am Flughafen enden. Die Erweiterung der S-Bahn sollte im Juli 2025 eingeweiht werden, die Einweihung verschiebt sich aber auf Dezember des Jahres.

## Strecke
Die mit 25 Kilovolt und 60 Hertz Wechselspannung über Oberleitung elektrifizierte Strecke beginnt am Bahnhof Buenavista an der Avenida Insurgentes Norte am nordwestlichen Innenstadtrand von Mexiko-Stadt. Hier besteht ein Übergang zur U-Bahn-Linie B. Sie verläuft von dort in nördlicher Richtung und passiert kurz vor der ersten Station Fortuna Betriebswerk und Zugdepot. Von dieser Haltestelle ist die Station Ferrería/Arena Ciudad de México der U-Bahn-Linie 6 fußläufig erreichbar. Nach Vorbeifahrt am Rangierbahnhof Tlalnepantla de Baz wird die gleichnamige Station erreicht. Nach der Station Lecheria zweigt die Bahnstrecke nach Tecámac in nordöstlicher Richtung ab, die zur Zweigstrecke des Tren Suburbano zum Flughafen AIFA ausgebaut wird. Über die Station Tultitlán wird die aktuelle nördliche Endstation der Strecke Cuautitlán mit Übergang zum lokalen und regionalen Busnetz erreicht.

### Streckenchronik
| Strecke               | Art          | Eröffnung             | Länge   | Stationen |
| --------------------- | ------------ | --------------------- | ------- | --------- |
| Buenavista – Lecheria | Stammstrecke | 7. Mai 2008           | 18,0 km | 05        |
| Lecheria – Cuautitlán | Stammstrecke | 5. Januar 2009        | 08,0 km | 02        |
| Lecheria – AIFA       | Zweigstrecke | Dezember 2025 geplant | 23,4 km | 07        |
|                       |              |                       | 49,4 km | 14        |

### Stationen
Wie bei der Metro Mexiko und allen anderen ÖPNV-Systemen des Großraumes üblich, werden die Haltestellen des Tren Suburbano mit individuellen graphischen Symbolen gekennzeichnet. Alle Bahnsteige sind für mobilitätseingeschränkte Personen erreichbar. Die Stationen wurden mit einer Bahnsteiglänge von mindestens 210 Metern errichtet, sodass eine Nutzung durch Zugeinheiten in Doppeltraktion möglich ist.

## Fahrzeuge
Auf der Stammstrecke des Tren Suburbano del Valle de México werden 20 Triebzugeinheiten vom Typ UT-01 des spanischen Herstellers CAF eingesetzt, die auf Grundlage der Renfe-Baureihe 447 entwickelt wurden. Es werden Einheiten mit drei oder vier Wagen zusammengestellt, die auch als Doppeleinheiten einsetzbar sind. Wie bei den Renfe-Einheiten läuft jeder Wagen auf zwei Drehgestellen mit Schraubenfedern als Primär- und Luftfederbälgen als Sekundärfederung. Eine Vierwageneinheit ist 101,59 Meter lang und bietet Platz für insgesamt 1328 Fahrgäste, davon 230 auf Sitzplätzen. Die zulässige Höchstgeschwindigkeit beträgt 130 km/h. Jeder Wagen hat drei zweiflügelige Einstiegstüren pro Seite. Die Wagen haben eine Einstiegshöhe von 1300 Millimetern, sie sind mit einem Fahrgastinformationssystem ausgestattet. Die Wagenübergänge weisen im Vergleich zu den Renfe-Triebzügen der Reihen 446 und 447 einen deutlich vergrößerten Querschnitt auf, zwischen den Wagen gibt es keine Türen. Der Mittelwagen der Dreiwageneinheiten mit der Hochspannungsausrüstung, zwei Stromabnehmern und zwei Haupttransformatoren ist antriebslos, der zusätzliche Wagen der Vierwageneinheiten läuft auf zwei Triebdrehgestellen. Die Fahrmotoren sind Drehstromasynchronmotoren, die Achsfolge der Dreiwageneinheiten ist Bo’Bo’+2’2’+Bo’Bo’, die der Vierwageneinheiten Bo’Bo’+Bo’Bo’+2’2’+Bo’Bo’. Die Nennleistung eines Fahrmotors beträgt 230 kW. Die Triebzüge sind mit elektrodynamischen Bremsen ausgerüstet, die den Bremsstrom als Nutzbremsen in das Fahrleitungsnetz zurückspeisen. Zusätzlich gibt es Druckluftscheibenbremsen. 
Ab 2022 lieferte CAF zehn fünfteilige Civia-Gliedertriebzüge, die für die Streckenerweiterung zum Flughafen AIFA notwendig wurden.

## Betrieb
Der Tren Suburbano wird von Ferrocarriles Suburbanos, SA de CV betrieben, der Verkehrsvertrag läuft bis 2038.
Der Betrieb erfolgt Montag bis Freitag von 5:00 Uhr bis 0:30 Uhr des Folgetages, Samstag von 6:00 Uhr bis 0:30 Uhr des Folgetages und Sonntag von 7:00 Uhr bis 0:30 Uhr. Die Fahrzeit zwischen Buenavista und Cuautitlán beträgt 25 Minuten. Im Allgemeinen fahren die Züge montags mit samstags im 10-Minuten-Takt, der montags mit freitags zwischen 6:00 und 7:00 sowie 18:00 und 21:00 zum 8-Minuten-Takt und zwischen 7:00 und 9:00 Uhr sogar zum 6-Minuten-Takt verdichtet wird. In diesen Zeiten des Berufsverkehrs verkehren die Züge zudem in Doppeltraktion. Lediglich in den Schwachverkehrszeiten von Montag bis Freitag ab 23:00 Uhr, am Samstag von 6:00 bis 7:00 und ab 22:00 Uhr sowie an Sonn- und Feiertagen ganztägig wird nur alle 15 Minuten gefahren.
Für eine Einzelfahrt sind für einen Erwachsenen für eine Kurzstrecke von einer Station 11 Pesos fällig, umgerechnet 0,50 Euro. Alle anderen Fahrten kosten derzeit (Stand August 2025) 25,50 Pesos, umgerechnet 1,18 Euro. Minderjährige unter 115 Zentimeter Körperlänge zahlen keinen Fahrpreis.

### Entwicklung der Fahrgastzahlen
Die Zahl der Fahrgäste stieg seit Eröffnung des Tren Suburbano kontinuierlich an und erreichte im Jahr 2018 ihren Höhepunkt mit fast 57,5 Millionen Fahrgästen, im Mittel waren dies täglich 157.426 Fahrgäste. Im Folgejahr setzte eine leichte Konsolidierung ein, ehe die Corona-Pandemie die Fahrgastzahlen im Jahr 2020 massiv einbrechen ließ. Seither erholen sich die Zahlen, haben den Vorkrisenstand allerdings noch nicht erreicht. 2024 lagen die Fahrgastzahlen fast exakt ein Fünftel unter dem Höchststand sechs Jahre zuvor.
|             | 2024       | 2023       | 2022       | 2021       | 2020       | 2019       | 2018       | 2017       | 2016       | 2015       | 2014       | 2013       | 2012       | 2011       | 2010       | 2009       | 2008 1     |
| ----------- | ---------- | ---------- | ---------- | ---------- | ---------- | ---------- | ---------- | ---------- | ---------- | ---------- | ---------- | ---------- | ---------- | ---------- | ---------- | ---------- | ---------- |
| Fahrgäste   | 45.917.062 | 45.667.249 | 40.846.780 | 30.126.805 | 29.487.292 | 57.136.349 | 57.460.508 | 56.411.742 | 55.577.590 | 53.403.582 | 47.676.460 | 45.067.825 | 43.628.031 | 41.731.165 | 39.923.504 | 27.764.449 | 19.491.997 |
| Veränderung | ▲ 0,6 %    | ▲ 11,8 %   | ▲ 35,6 %   | ▲ 2,2 %    | ▼ −48,4 %  | ▼ −0,6 %   | ▲ 1,9 %    | ▲ 1,5 %    | ▲ 4,1 %    | ▲ 5,8 %    | ▲ 3,3 %    | ▲ 4,5 %    | ▲ 4,5 %    | ▲ 4,1 %    | ▲ 43,8 %   | ▲ 42,4 %   | −          |

## Bildergalerie

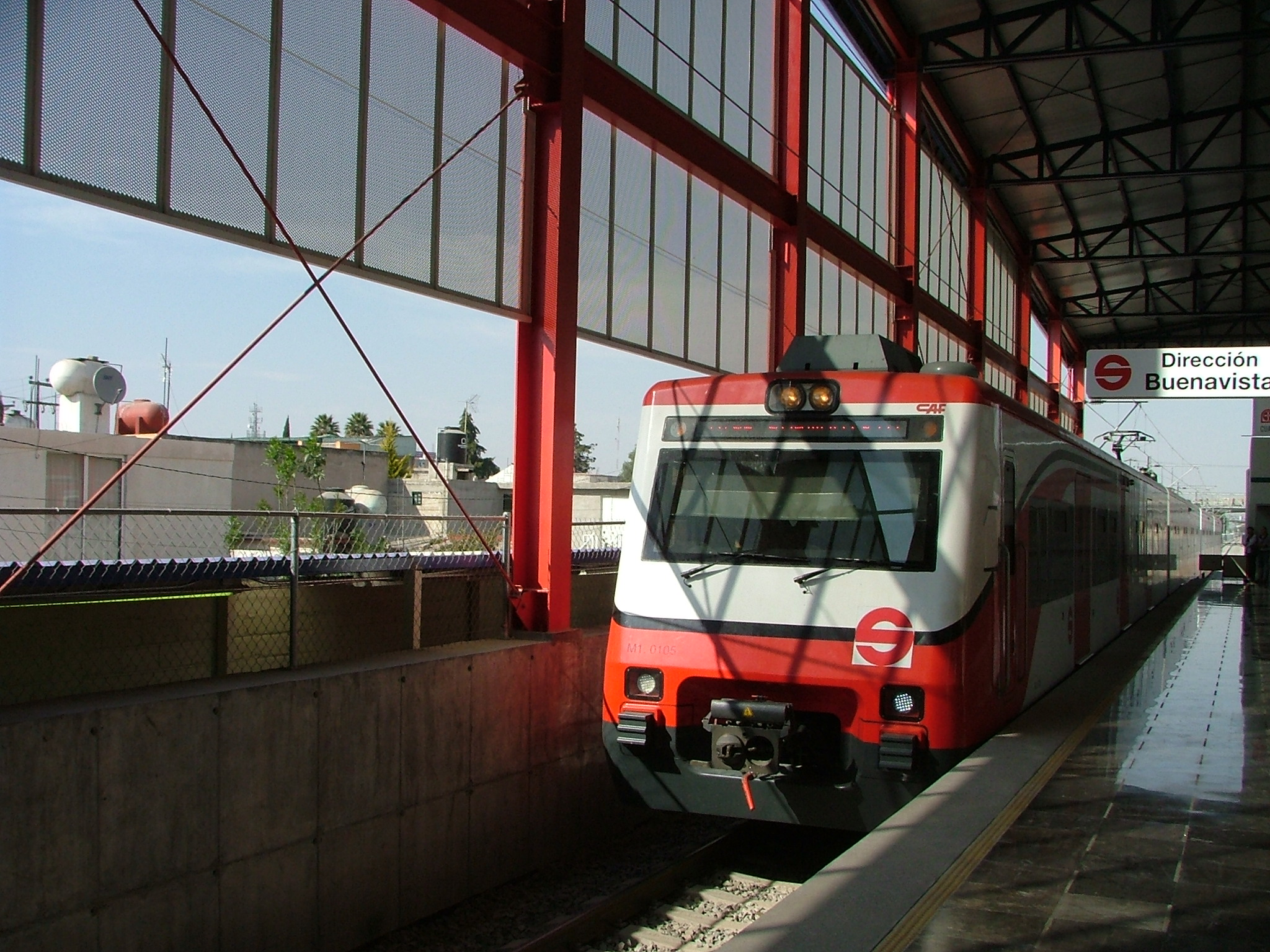
Zug bei der Einfahrt in die Endstation Cuautitlán
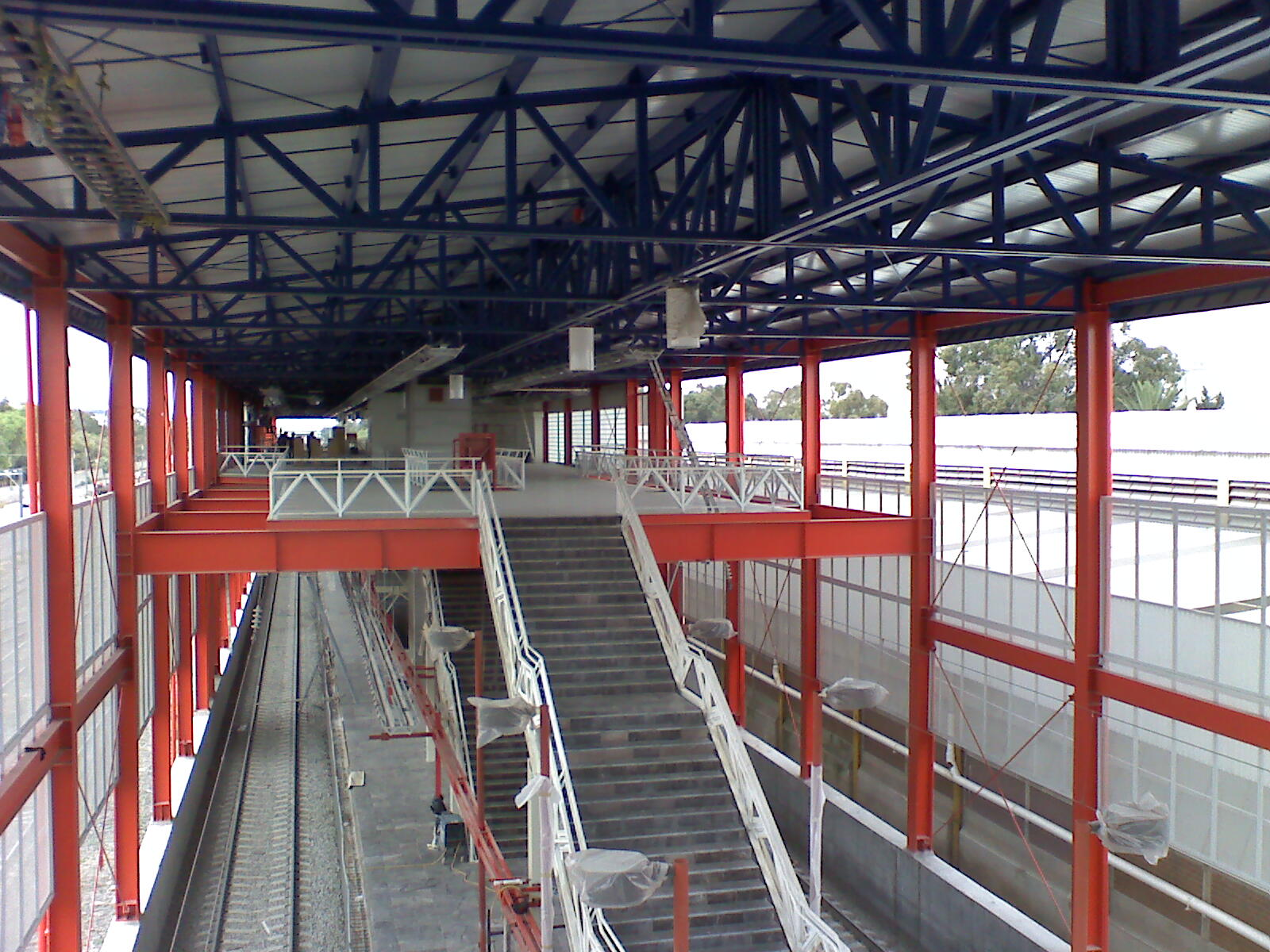
Station Fortuna im Bau 2008
Bahnhof mit Einkaufszentrum in Buenavista
- Video eines Zuges bei Ausfahrt aus der Endstation Buenavista